# Kašina
Kašina település Horvátországban, Zágráb főváros Szeszvete városnegyedében. Közigazgatásilag a fővároshoz tartozik.

## Fekvése
Zágráb városközpontjától légvonalban 15, közúton 21 km-re északkeletre, a Medvednica-hegység keleti részének déli lejtőin, a Kašina-patak völgyében, a Medvednicát átszelő, Máriabesztercére menő D29-es számú főút mentén fekszik.

## Története
Kašina első írásos említése 1217-ből II. András király okleveléből származik. Akkoriban a zágrábi egyháznak Kašinán két földbirtoka volt, az egyik az ősi „Magna strata” út mellett, a másik pedig a Kašina-patak mellett, valahol a mai Vugrovac és Planina között. A második birtok a mai Jesenovec és Blaguš környékére is kiterjedt. Kašinában a Kašina-patak alsó részén régi horvát családok, a Peta és a Veta birtokai voltak. A keresztségben a Peta nevet a Péter (Petar) váltotta fel, így a kašinai templom Szent Péter és Pál tiszteletére lett szentelve. Abban az időben Kašina volt községi bíró lakhelye, akihez Vugrovec, Vurnovec és Šašinovec, később pedig Planina és Blaguša falvak is hozzá tartoztak, így Kašina volt a községközpont.
A zágrábi történeti levéltárban található dokumentumok között szerepel Károly Róbert 1328-ból származó oklevele, amely megerősíti a zágrábi káptalant Kašinai birtokában és leírja a határvonalat a káptalani birtok és „Castrum antiquum Paganorum” területe között. Így tehát biztos forrásból tudjuk, hogy ebben az időben Kašinán állt egy vár, melyet Pogányvárnak neveztek. Ez a vár a Vukovdol-patak völgye és a Belek-patak völgye között egy dombon állt. Feltételezhetően azon a dombon kell keresni, amely a planinai Szent György kápolnától keletre emelkedik, északról a Vukodol-patak, nyugatról a Kašina-patak és a főút, délről pedig a Belek-patak határolja. Kašina közelében Planinánál volt egy Szent György kolostor is, mely az ispotályos Szent János lovagrendhez tartozott. A későbbi dokumentumokból „monasterium s. Georgii de Planina” néven ismert. Ennek a megmaradt része lehet a kašinai plébániához tartozó planinai Szent György kápolna.
Az első katonai felmérés térképén „Kassina” néven található. Lipszky János 1808-ban Budán kiadott repertóriumában „Kasina” néven szerepel. Nagy Lajos 1829-ben kiadott művében „Kasina” néven 56 házzal, 556 katolikus vallású lakossal találjuk.
Ivan Mažuranić bánsága idejében 1878-ban és 1879-ben építették a Kašinán keresztülvezető modern, szilárd burkolatú utat, amely a Zagorjét a Szávamentével kötötte össze. Kašinának is voltak sötét napjai. 1880. december 9-én 9-es nagyságrendű földrengés pusztított a településen, melyben a templom is súlyosan megsérült. A későbbi, 7-es méretű földrengések, melyeknek epicentruma a Medvednicában volt Kašinában is érezhetők voltak, így 1901-ben, 1905-ben, 1906-ban és 1926-ban is. Érdekesség Srećko Draksler plébános feljegyzése, mely szerint a templom javítása során látta a „római” falakat és egy román, valamint gótikus ablak maradványait.
A településnek 1857-ben 885, 1910-ben 1116 lakosa volt. Zágráb vármegye Zágrábi járásához tartozott. 1941 és 1945 a Független Horvát Állam része volt, majd a szocialista Jugoszlávia fennhatósága alá került. 1991-től a független Horvátország része. 1991-ben lakosságának 98%-a horvát nemzetiségű volt. A településnek 2011-ben 1548 lakosa volt.

## Népessége
| Lakosság változása | Lakosság változása | Lakosság változása | Lakosság változása | Lakosság változása | Lakosság változása | Lakosság változása | Lakosság változása | Lakosság változása | Lakosság változása | Lakosság változása | Lakosság változása | Lakosság változása | Lakosság változása | Lakosság változása | Lakosság változása |
| ------------------ | ------------------ | ------------------ | ------------------ | ------------------ | ------------------ | ------------------ | ------------------ | ------------------ | ------------------ | ------------------ | ------------------ | ------------------ | ------------------ | ------------------ | ------------------ |
| 1857               | 1869               | 1880               | 1890               | 1900               | 1910               | 1921               | 1931               | 1948               | 1953               | 1961               | 1971               | 1981               | 1991               | 2001               | 2011               |
| 885                | 817                | 938                | 1011               | 1047               | 1116               | 1024               | 1131               | 1150               | 1173               | 1279               | 1252               | 1302               | 1333               | 1487               | 1548               |

## Nevezetességei
Szent Péter és Pál apostolok tiszteletére szentelt római katolikus plébániatemplomát már 1217–ben és 1277-ben is említik. 1334-ben is megemlíti Ivan goricai főesperes a zágrábi káptalan statútumában. 1622-ben az egyházi vizitáció pontosan leírja a templomot. Az 1622-ből származó feljegyzés szerint a templom téglából épült, jól fedve, egy nagyobb és egy kisebb bejárattal. A szentély és a sekrestye boltozatos volt, a templomhajó festett deszkákból készült síkmennyezettel (úgynevezett tabula) volt borítva, de az épületnek nem volt harangtornya. A harangtornyot csak 1681-ben kezdték hozzáépíteni a templomhoz, 1693-ban pedig még nem fejezték be. 1770 körül a szentélyt és a hajót bővítették és kápolnát építettek a hajótól észak felé. Abban az időben a nyilvánvalóan barokk átépítés után a régi déli fal román és gótikus részei még láthatók voltak. Új tornyot is építettek, tehát a templom teljesen barokk stílusúvá vált. A Szent Péter és Pál főoltár mellé megépültek a Szent Józsefnek, és Szent István első vértanúnak szentelt mellékoltárok, az északi kápolnában pedig a Fájdalmas Szűzanya oltára is. Az 1992 és 1996 közötti időszakban a plébániatemplomot teljesen felújították. A templom külső részén a konzerválási intézettel egyetértésben fel kellett újítani a homlokzatot, valamint meg kellett vizsgálni a páratartalom kérdését, amely különösen az északi oldalon már rontotta az épület külső megjelenését és szépségét. Ami a belső dekorációt és a liturgikus teret illeti, a fent említett időszakban szintén felújították. Márványlapokat helyeztek a padlóra, felújították a főoltárt és a szószéket, a mellékoltárokat az oldalhajót és a Fájdalmas Szűzanya oltárát, a falakat pedig újra festették. A templom kéthajós, hosszúsága 21,45 m, a hajók szélessége 5,83 m, legnagyobb magassága 9,69 m, a harangtorony 35 m magas. A templom orgonája 1848-ban a Rieger testvérek műhelyében készült.
Védett épület a plébánia is, mely annak a dombnak a lábánál áll, amelyen a plébániatemplom van. Építéséről nem maradt fenn adat, de épületszerkezete és az építészeti tipológiai jellemzők alapján a 18. század végén, vagy a 19. század elején épülhetett. A lépcsőházas bejárat az épület központi részében található. A keleti homlokzaton három emeleti szoba sorakozik. A pincéket és a földszinti helyiségeket barokk keresztboltozatokkal boltozták.

## Kultúra
A KUD Kašina kulturális és művészeti egyesület rövid szünetekkel 1976 óta működik. 2016-ban ünnepelték alapításuk 40. évfordulóját. Az egyesület összesen 70 aktív tagból áll, akik rendszeresen gyűlnek össze a tamburazenekari, tánc és énekcsoportokban. Az egyesület történetében először, 2013-ban létrehozták a tamburazenekar ifjúsági szekcióját, valamint egy gyermek folklórcsoportját. 2017-ben veterán folklórcsoport jött létre.
A Ratko Poznić vezetésével működő tánccsoport és a gyermekszekció a horvát kulturális örökséget ápolja és őrzi a Horvátország különféle területeiről származó dalok és táncok előadásával. Rendszeresen fellépnek Zágráb város amatőr folklórfesztiválján, valamint Zágráb és környéke kulturális és művészeti rendezvényein.
A zenekar a folklór, az énekes és a gyermekelőadásokat kíséri, ugyanakkor független programja is van, amely eredeti és komponált népdalokból áll a világ minden tájáról. Zirdum professzor irányítása alatt rendszeresen fellép a ZAFAZ együttes „Áldott gyógyszer lesz a léleknek” című rendezvényén. 2016-ban a zenekar először lépett fel a horvát Tamburazenei Nemzetközi Fesztiválon Eszéken, és megnyerte a „Tambura Paja Kolarića” ezüst plakettjét.
A KUD Kašina rendszeresen szervezi az éves karácsonyi koncertet és a Péter Pál napi ünnepi rendezvényt. A rendezvény részeként minden évben megrendezik a felnőtt folklórcsoportok fesztiválját, a gyermekek folklórfesztiválját, régiségek és helyi hagyományos termékek kiállítását.

## Oktatás
A kašinai közoktatás története 1845-ben kezdődik, az első iskolaépületet pedig 1852-ben építették. Az iskola a második világháború idejében 1944-ben gyújtogatás következtében leégett, majd 1947-ben újjáépítették. Ma is ugyanazon a helyen áll, de az évek során (1866-ban és 1906-ban) tovább bővítették. 1924-ben négy osztályába 400 tanuló járt. 1956-ban nyolcosztályosra bővült, majd 1958-ban az iskolaépületet is bővítették. Ivan Mažuranić bánsága idejében 1878-ban és 1879-ben építették a Kašinán keresztülvezető modern, szilárd burkolatú utat, amely a Zagorjét a Szávamentével kötötte össze. Az út ma is Ivan Mažuranić nevét viseli. Ezen út mentén a 43. szám alatt található a Vugrovec-Kašinai általános iskola. két területi iskolája van, melyek Donja Planina és Prekvršja településeken működnek.

## Sport
- Az NK Kašina labdarúgóklubot 1974-ben alapították. 1984 és 1990 között NK Prigorje Progres néven szerepelt. Jelenleg a zágrábi 3. ligában játszik.
- Vuk tollaslabdaklub

## Egyesületek
- DVD Kašina önkéntestűzoltó-egyesület
- DVD Kašina Gornja önkéntestűzoltó-egyesület

## Fordítás
Ez a szócikk részben vagy egészben  a   Kašina című horvát Wikipédia-szócikk ezen változatának fordításán alapul.  Az eredeti cikk szerkesztőit annak laptörténete sorolja fel. Ez a jelzés csupán a megfogalmazás eredetét és a szerzői jogokat jelzi, nem szolgál a cikkben szereplő információk forrásmegjelöléseként.